# Gymnastique aux Jeux olympiques intercalaires de 1906

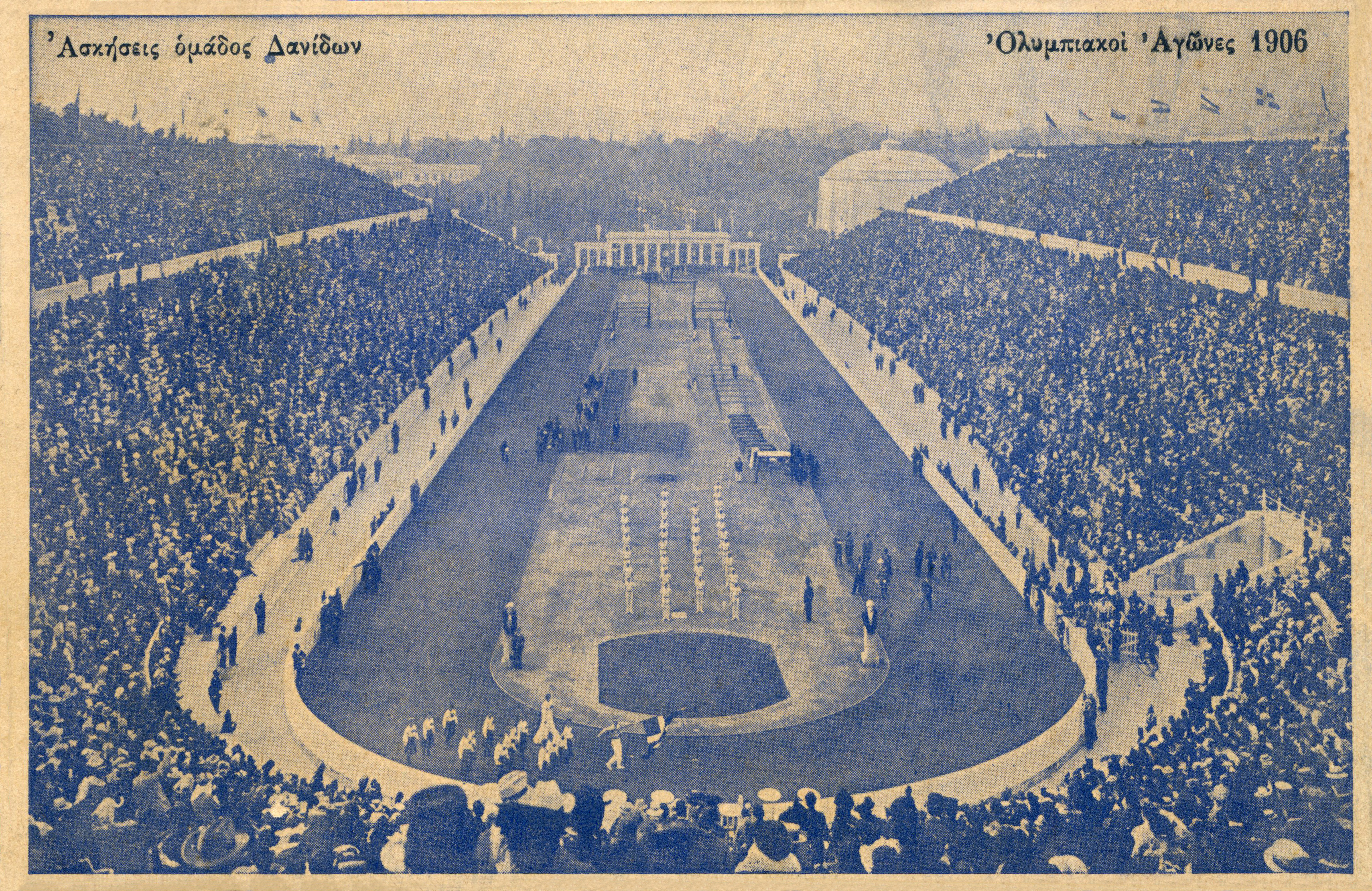
Carte postale des Jeux Olympiques de 1906 à Athènes.

Les épreuves de gymnastique aux Jeux olympiques intercalaires de 1906 à Athènes, Jeux qui ne sont pas officiellement reconnu par le Comité international olympique, sont disputées uniquement par des hommes.

## Podiums
| Épreuves                               | Or | Argent | Bronze |
| -------------------------------------- | --- | --- | --- |
| Concours général individuel 5 épreuves | Pierre Payssé (FRA) | Alberto Braglia (ITA) | Georges Charmoille (FRA) |
| Concours général individuel 6 épreuves | Pierre Payssé (FRA) | Alberto Braglia (ITA) | Georges Charmoille (FRA) |
| Corde                                  | Georgios Aliprantis (GRE) | Béla Erödy (HUN) | Konstantinos Kozanitas (GRE) |
| Équipe                                 | Norvège Carl Albert Andersen Oskar Bye Conrad Carlsrud Harald Eriksen Oswald Falch Kristian Fjerdingen Yngvar Fredriksen Karl Haagensen Harald Halvorsen Petter Hol Andreas Hagelund Eugen Ingebretsen Per Mathias Jespersen Finn Münster Frithjof Olsen Carl Alfred Pedersen Rasmus Pettersen Thorleif Petersen Thorleif Røhn Johan Stumpf | Danemark Carl Andersen Halvor Birch Harald Bukdahl Kaj Gnudtzmann Knud Holm Erik Klem Harald Klem Louis Larsen Jens Lorentzen Robert Madsen Carl Manicus-Hansen Oluf Olsson Hans Pedersen Oluf Pedersen Niels Petersen Viktor Rasmussen Marius Skram-Jensen Marius Thuesen | Italie Federico Bertinotti Ciro Civinini Raffaello Giannoni Azeglio Innocenti Filiberto Innocenti Manrico Masetti Vitaliano Masotti Quintilio Mazzoncini Spartaco Nerozzi Manlio Pastorini |

## Tableau des médailles
| Rang | Nation   | Or | Argent | Bronze | Total |
| ---- | -------- | -- | ------ | ------ | ----- |
| 1    | France   | 2  | 0      | 2      | 4     |
| 2    | Grèce    | 1  | 0      | 1      | 2     |
| 3    | Norvège  | 1  | 0      | 0      | 1     |
| 4    | Italie   | 0  | 2      | 1      | 3     |
| 5    | Danemark | 0  | 1      | 0      | 1     |
| 5    | Hongrie  | 0  | 1      | 0      | 1     |